# Hetty Koes Endang
Hetty Koes Endang, właśc. Hetty Koes Madewy (ur. 6 sierpnia 1957 w Dżakarcie) – indonezyjska wokalistka wykonująca muzykę pop i keroncong.
Jej duet z 1977 roku z Adjie Bandim, „Damai Tapi Gersang”, był pierwszym indonezyjskim utworem, który wygrał World Popular Song Festival w Tokio (kategoria: Outstanding Song Award).
Miejscowe wydanie magazynu „Rolling Stone” umieściło ten utwór na pozycji 53. w zestawieniu 150 indonezyjskich utworów wszech czasów.